# August Oetken

August Oetken

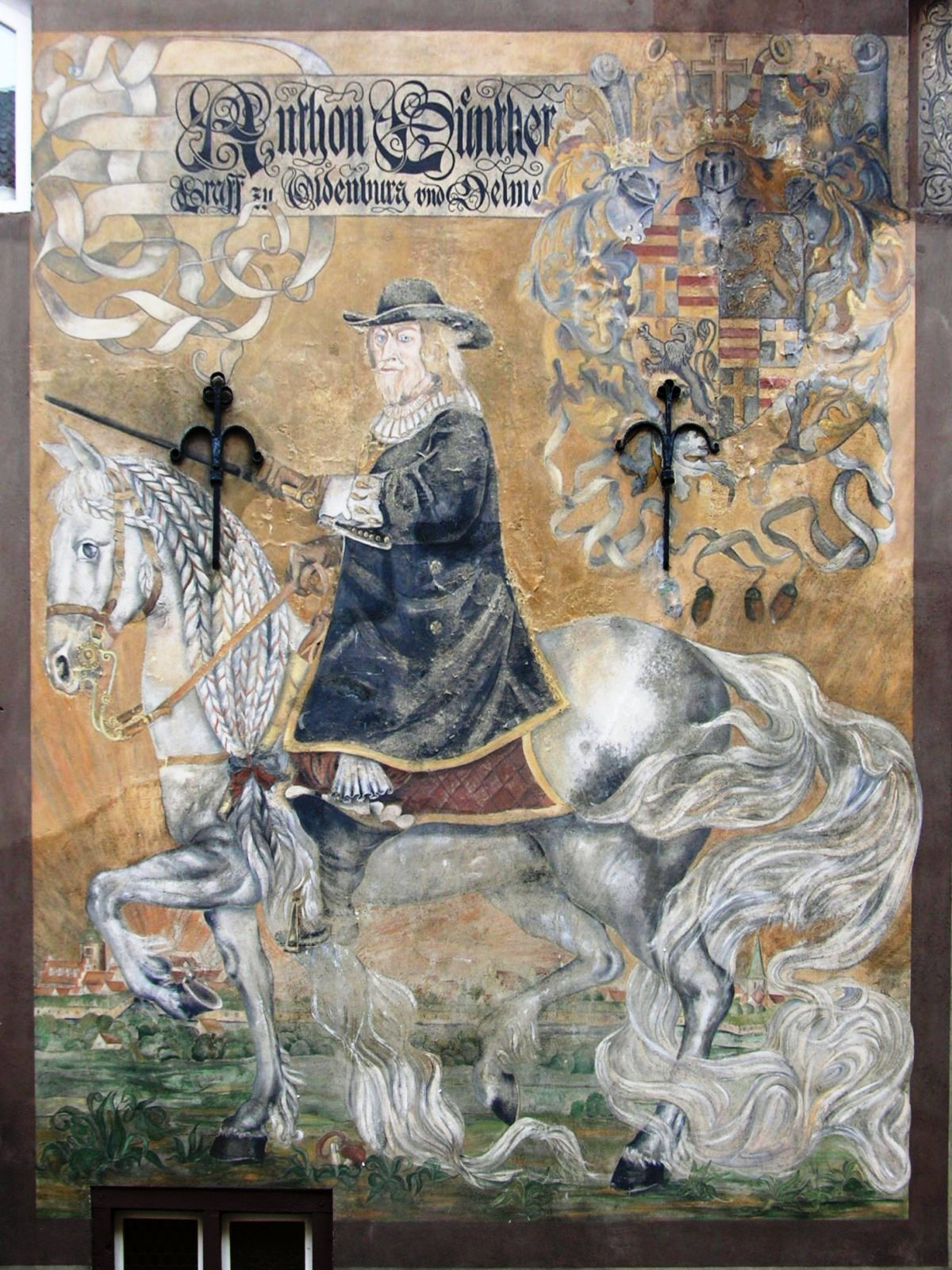
Graf Anton Günther auf dem Apfelschimmel Kranich, Fresko an der Außenfassade des Hotels Graf Anton Günther

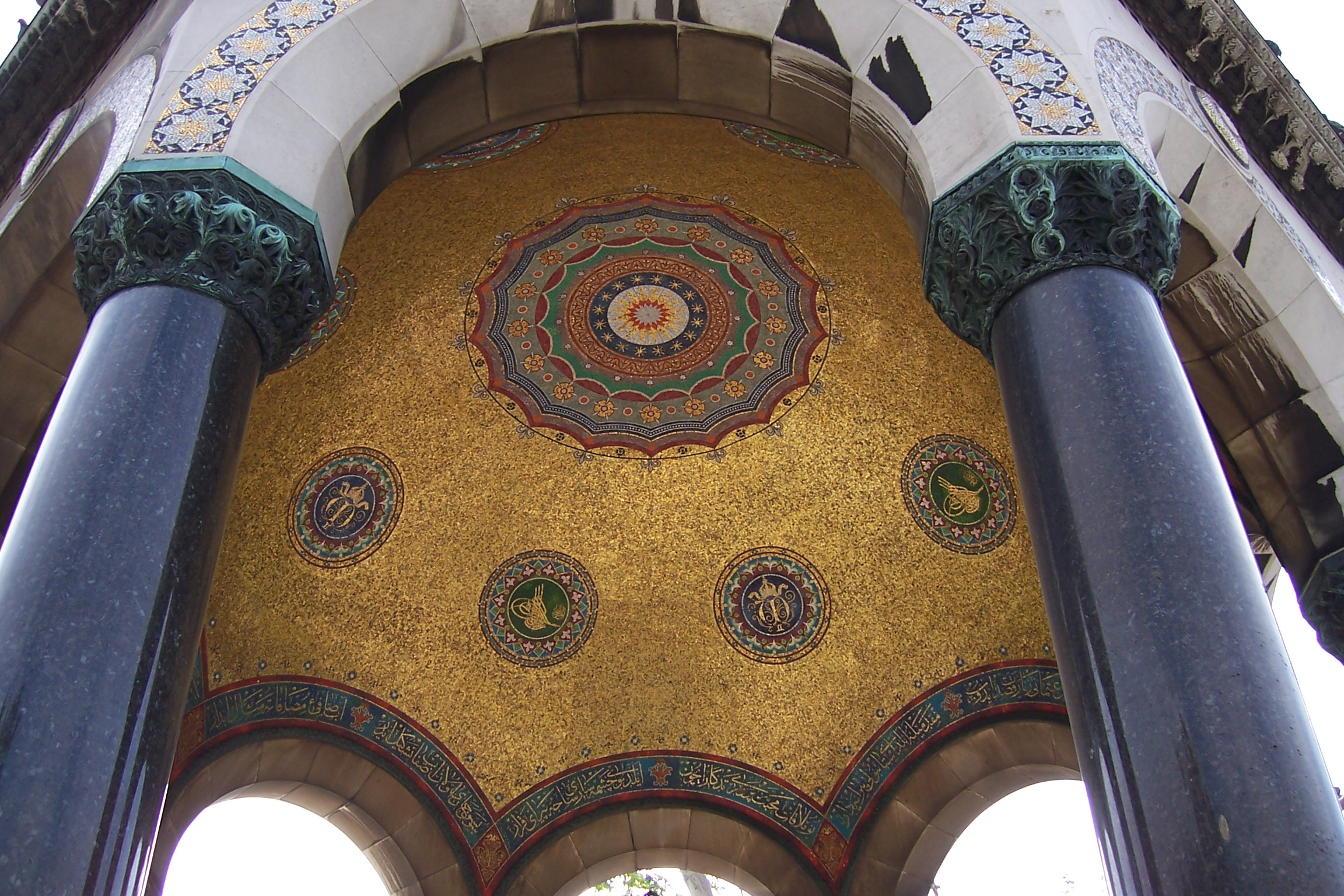
Innenansicht des Deutschen Brunnens in Istanbul

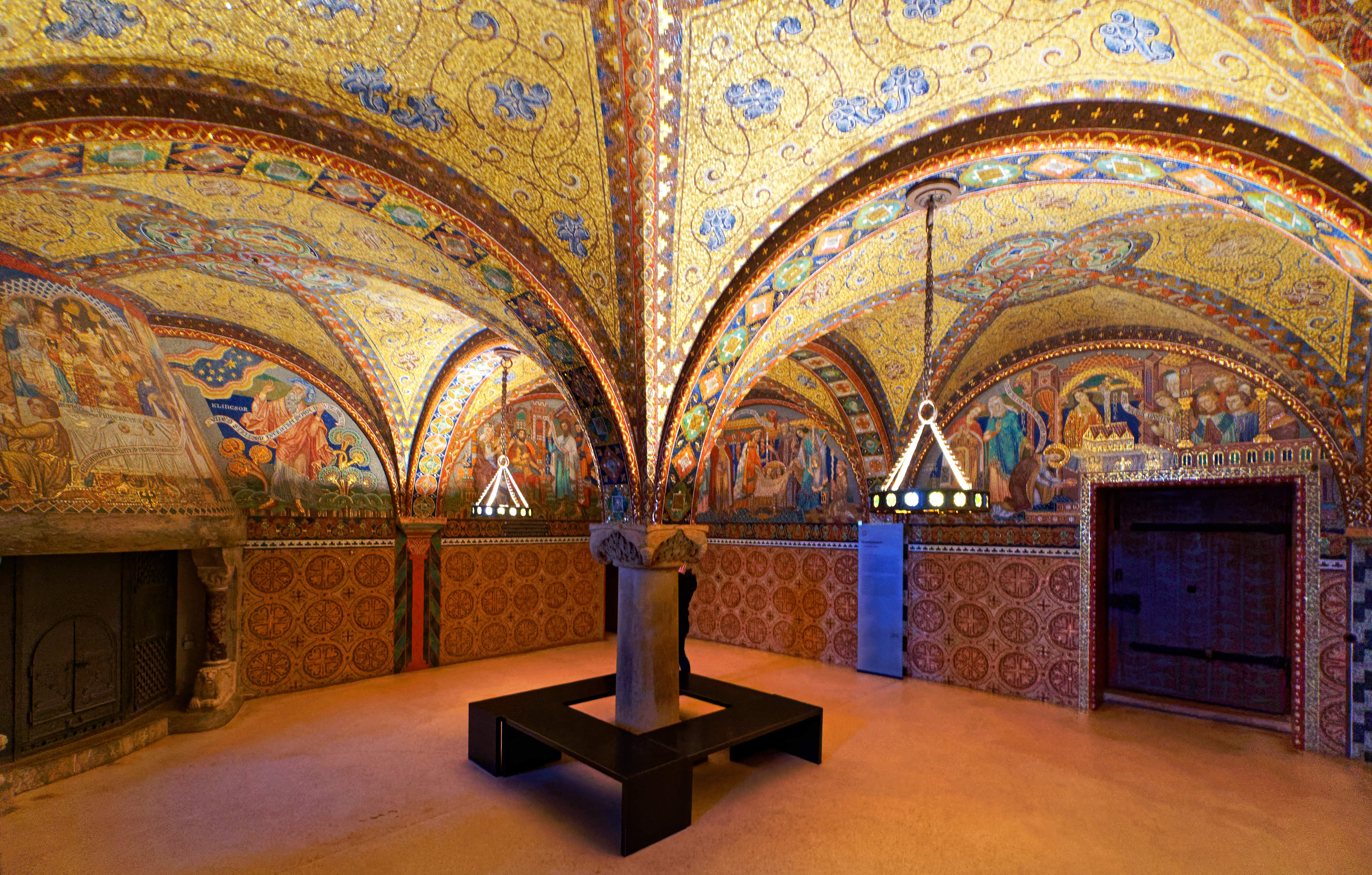
Elisabethkemenate auf der Wartburg

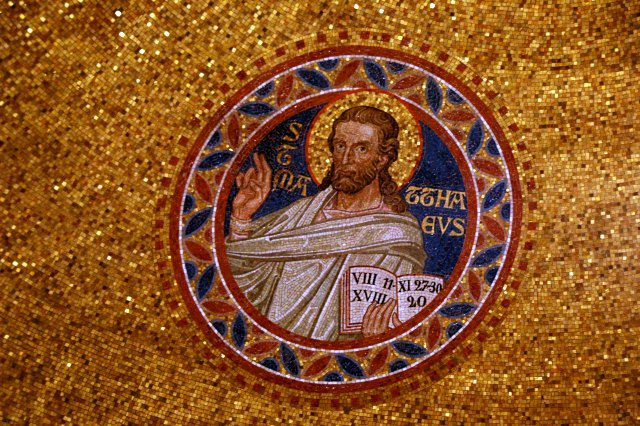
Der Evangelist Matthäus in der Erlöserkirche in Mirbach/Eifel

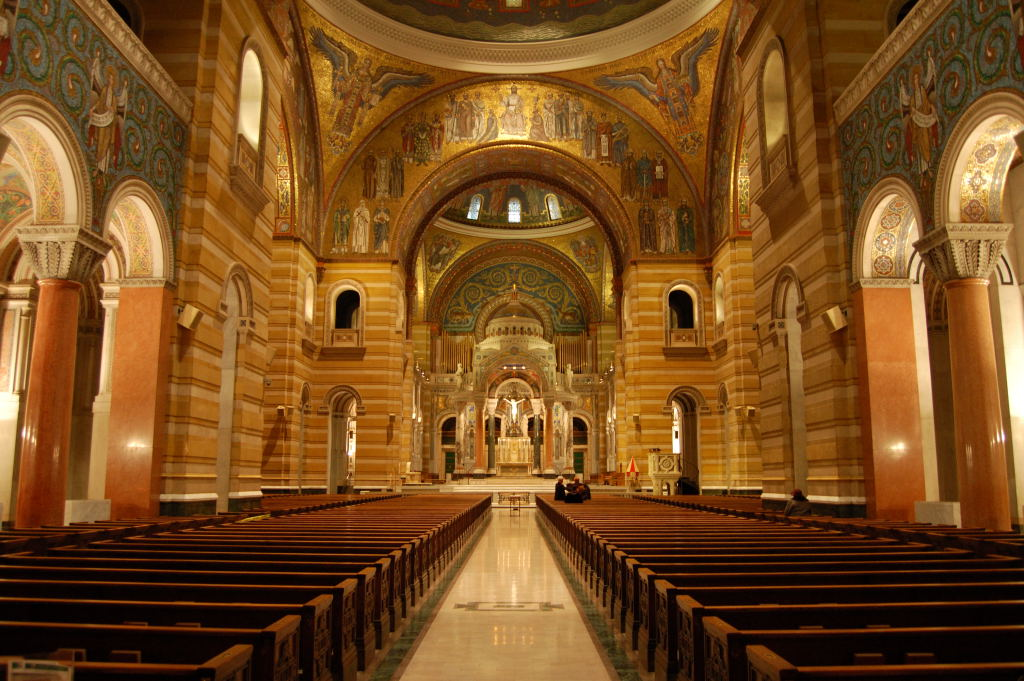
Die Kathedrale von St. Louis, Missouri

August Heinrich Hermann Oetken (* 14. Februar 1868 in Oldenburg; † 20. Mai 1951 ebenda) war ein deutscher Maler des Historismus und Mosaikkünstler.

## Leben und Wirken
August Oetken wurde als Sohn des Landwirts Joh. C. Diederich Oetken und der Catharine Oetken geb. Scheide geboren. Nach dem Besuch der Realschule in Oldenburg erlernte er von 1885 bis 1888 Dekorationsmalerei beim Theatermaler Wilhelm Mohrmann (1849–1934), der unter anderem das Oldenburgische Hoftheater ausstattete. 1888 wechselte er zum Architektenbüro von Ludwig Klingenberg und unternahm mit ihm eine Studienreise nach Frankreich und Spanien. 1891 bis 1896 war er Schüler des Historienmalers Hermann Schaper in Hannover, dann selbstständig. 1898 und 1906 führten ihn größere Reisen nach Italien zum Studium der Mosaike. Für die Ausgestaltung der Elisabethkemenate auf der Wartburg bei Eisenach mit Mosaiken erhielt er 1906 den Professorentitel. Von 1907 bis 1926 war er Dozent für Ornamente und farbige Dekoration im Stile der mittelalterlichen Baukunst an der Technischen Hochschule Berlin. Nach der Zerstörung seines Hauses am Tiergarten in Berlin und Verlust seines gesamten künstlerischen Besitzes kehrte er 1944 nach Oldenburg zurück. Da sich seine kleinen Landschaften und Stillleben nicht verkauften, lebte er verarmt, wurde aber von seiner Adoptivtochter und seiner Enkelin umsorgt.
Aus seiner am 7. Juli 1896 geschlossenen Ehe mit Marie Bestvater ging eine Tochter (* 1903) hervor.

## Werke
Oetken schmückte zahlreiche Kirchen und Profanbauten mit Malerei, Glasmalerei, Mosaiken usw. aus und stellte alte Malerei wieder her.
- 1891: 20 oldenburgische Veduten als Federzeichnungen. In: Georg Holtzinger (Bearbeiter): Festschrift des Oldenburgischen Gewerbe- und Handels-Vereins zu dessen fünfzigjährigem Jubiläum 1891. Stalling, Oldenburg 1891
- 1894: Wandbild des Grafen Anton Günther an der Ostwand der gleichnamigen Gaststätte an der Langen Straße in Oldenburg
- 1897–1899: Deckenmosaike im Grunewaldturm in Berlin
- 1899: Altar der Abtei Maria Laach
- um 1900: Kaiserloge der Kaiser-Wilhelm-Gedächtniskirche in Berlin
- 1900: Innenausstattung der Alten Synagoge in Dortmund
- 1900: Mosaik in der Innenkuppel des Deutschen Brunnens in Istanbul
- 1902: Ausmalung und Restaurierung in der Marienkirche in Bergen auf Rügen
- 1903: Mosaike in der Erlöserkirche in Mirbach, Eifel
- 1903–1904 Ausmalung und Fenster der Dorfkirche Groß Lüben
- 1902–1906: Mosaike in der Elisabethkemenate auf der Wartburg bei Eisenach
- 1904–1905: Ausmalung der Nikolaikirche in Bad Schmiedeberg
- 1905: Ausmalung der St.-Petri-Pauli-Kirche in Eisleben
- um 1905: Goldmosaik der Kapelle des Residenzschlosses in Posen
- 1906–1908: Ausmalung und Fenster der Liebfrauenkirche in Liegnitz
- 1909 Ausmalung der Apsis und Emporen der Dorfkirche Pressel
- 1909: Ausmalung der Dorfkirche von Gröben
- 1910: Ausgestaltung der St. Andreaskirche in Teltow
- 1917: Monumentalgemälde im Schlossturm in Lübben (Spreewald)
- 1923–1924: Entwurf Mosaike Kathedrale St. Louis, Missouri, Fertigstellung 1988
- Georgskirche zu Münsterberg in Schlesien
- Fenster und Innenausmalung der Pauluskirche in Halle
- Stadtkirche Gröningen
- Bernhard- und Elftausend-Jungfrauen-Kirche in Breslau
- katholische Kirche Brockau
- Wiederherstellung des wiederaufgefundenen Bilderschatzes in Zielenzig
- Fresken im Kapitelsaal und Monumentalgemälde im Großen Remter der Marienburg, Westpreußen
- Nikolaikirche in Elmshorn
- Marienkirche Hadersleben